# Reprezentacja Tajlandii w hokeju na lodzie mężczyzn
Reprezentacja Tajlandii w hokeju na lodzie mężczyzn – kadra zawodników reprezentujących Tajlandię w hokeju na lodzie. Jest członkiem IIHF.

## Historia
Reprezentacja Tajlandii wystartowała w ramach Zimowych Igrzysk Azjatyckich 2 lutego 2003 r. Po raz pierwszy rozegrali oficjalny mecz międzynarodowy, 0:39 na wyjeździe z Japonią. Drugim oficjalnym turniejem, w którym Tajlandia uczestniczyła, były Zimowe Igrzyska Azjatyckie 2007. Podczas tego turnieju reprezentacja przegrała między innymi z Kazachstanem 1:52, co jest najwyższą porażką w historii reprezentacji Tajlandii. Tajlandia w 2008 i 2009 roku wzięła udział w Azjatyckim Pucharze Challenge IIHF. Zespół był czwarty w 2008 roku, a w 2009 dotarł do finału, w którym przegrali z gospodarzami – Zjednoczonymi Emiratami Arabskimi 3:5. W 2012 roku ponownie zostali wicemistrzami tych rozgrywek.

## Sukcesy

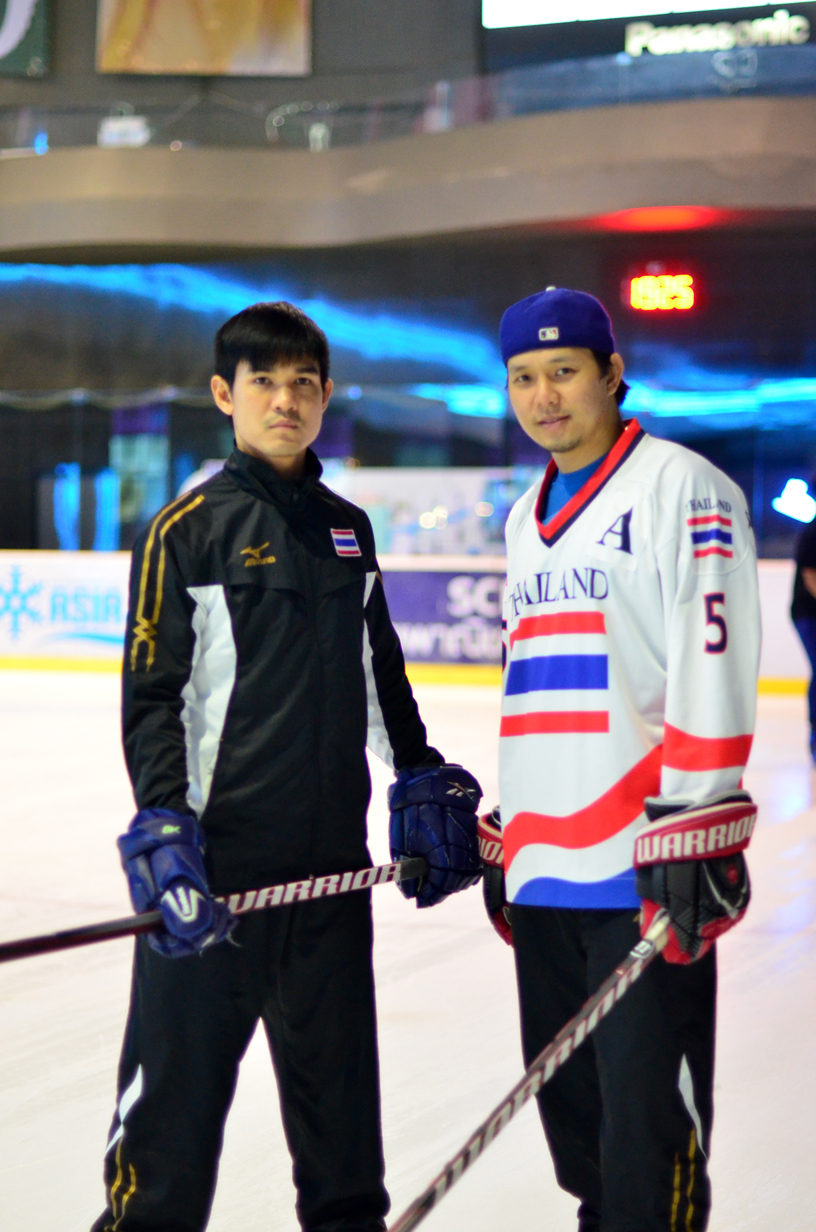
Teerasak Rattanachot i Tewin Chartsuwan – reprezentanci Tajlandii w hokeju na lodzie

### Zimowe Igrzyska Azjatyckie
- 2003 – 5. miejsce
- 2007 – 9. miejsce

### Azjatycki Puchar Challenge IIHF
- 2008 – 4. miejsce
- 2009 – 2. miejsce
- 2010 – 3. miejsce
- 2012 – 2. miejsce
- 2013 – 5. miejsce
- 2014 – 4. miejsce

## Mecze
| Drużyna                      | M | Z | R | P | +  | –  |
| ---------------------------- | - | - | - | - | -- | -- |
| Hongkong                     | 4 | 3 | 0 | 1 | 17 | 14 |
| Makau                        | 2 | 2 | 0 | 0 | 9  | 2  |
| Mongolia                     | 2 | 2 | 0 | 0 | 9  | 5  |
| Malezja                      | 2 | 1 | 1 | 0 | 10 | 4  |
| Bahrajn                      | 1 | 1 | 0 | 0 | 29 | 0  |
| Indie                        | 1 | 1 | 0 | 0 | 14 | 0  |
| Singapur                     | 1 | 0 | 0 | 1 | 0  | 1  |
| Kirgistan                    | 1 | 0 | 0 | 1 | 4  | 15 |
| Chiny                        | 1 | 0 | 0 | 1 | 2  | 24 |
| Japonia                      | 1 | 0 | 0 | 1 | 0  | 39 |
| Kazachstan                   | 1 | 0 | 0 | 1 | 1  | 52 |
| Chińskie Tajpej              | 2 | 0 | 0 | 2 | 4  | 8  |
| Zjednoczone Emiraty Arabskie | 2 | 0 | 0 | 2 | 3  | 9  |